# Dragutin Haramija
Dragutin Haramija (ur. 12 sierpnia 1923 w Čavlach, zm. 28 listopada 2012 w Zagrzebiu) – chorwacki i jugosłowiański polityk komunistyczny i prawnik.

## Życiorys
Był absolwentem prawa na Uniwersytecie w Zagrzebiu. Podczas II wojny światowej był członkiem antyfaszystowskiej partyzantki.
Po wojnie był zastępcą pierwszego prokuratora Socjalistycznej Republiki Chorwacji i prokuratorem miasta Zagrzeb. W latach 1954–1963 był członkiem w randze podsekretarza sekretariatu ds. sprawiedliwości i administracji Socjalistycznej Republiki Chorwacji. Następnie w latach 1963–1965 był przewodniczącym rady miejskiej Rijeki, a w latach 1965–1969 burmistrzem tego miasta.
W latach 1969–1971 stał na czele Socjalistycznej Republiki Chorwacji jako przewodniczący rady wykonawczej Zgromadzenia Socjalistycznej Republiki Chorwacji. Był także członkiem prezydium komitetu centralnego Związku Komunistów Chorwacji (SKH). W trakcie Chorwackiej Wiosny opowiadał się za nurtami reformatorskimi. W 1971 roku został zmuszony do rezygnacji i odejścia z życia politycznego.
W 1990 roku, przy okazji wyborów parlamentarnych, wstąpił do Koalicji Porozumienia Ludowego (chorw. Koalicija narodnog sporazuma). Był współzałożycielem i członkiem prezydium Chorwackej Partii Ludowej.

## Odznaczenia
- Order Księcia Branimira (Chorwacja, 2002)[2]